# Wieck auf dem Darß
Wieck auf dem Darß là một đô thị tại huyện Vorpommern-Rügen (trước thuộc huyện Nordvorpommern), bang Mecklenburg-Vorpommern, miền bắc nước Đức.

## Địa lý
Wieck nằm ở bờ biển phía nam của bán đảo Darß, nằm giữa Born và Prerow.

## Địa điểm tham quan
- Cảng Wieck
- Trung tâm thông tin của công viên quốc gia với một triển lãm lớn

- Các phòng tranh với những tác phẩm của các họa sĩ địa phương